# Bernat de Madagascar
El bernat de Madagascar(Ardea humbloti) és una espècie d'ocell de la família dels ardèids (Ardeidae) propi de Madagascar, que habita manglars i aiguamolls de les terres baixes de l'oest i sud d'aquesta illa.